# Francis M. Fesmire

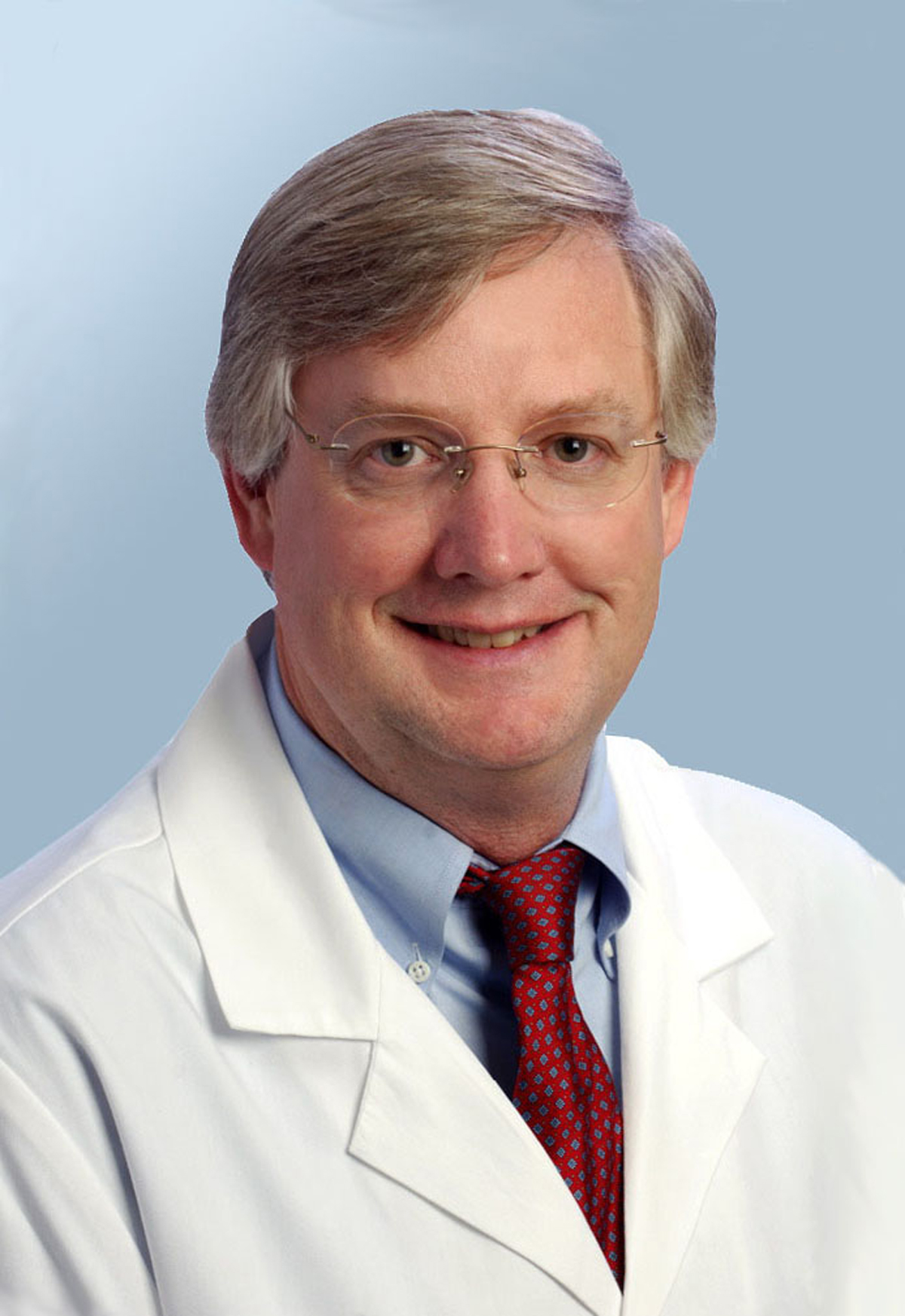
Francis M. Fesmire in 2008

Francis M. Fesmire (Atlanta, 16 november 1959 – Chattanooga, Tennessee, 31 januari 2014) was een Amerikaans arts verbonden aan de Universiteit van Tennessee College of Medicine.
Hij won in 2006 de Ig Nobelprijs samen met Majed Odeh, Harry Bassan en Arie Oliven van Bnai Zion Medical Center in Haifa (Israël) voor hun onderzoek naar de bestrijding van een onbehandelbare hikreflex door middel van massage van de endeldarm. Fesmire publiceerde dit onderzoek in 1988. Odeh, Bassan en Oliven publiceerden hun vervolgstudie in 1990.
Hij overleed aan een hartstilstand op 54-jarige leeftijd.